# Paul Leander-Engström
Paul Leander-Engström, född den 16 mars 1966 i Stockholm, är en svensk civilekonom.

## Biografi
Leander-Engström gjorde värnplikten vid Tolkskolan. Han har en civilekonomexamen från Handelshögskolan i Stockholm och en juristexamen från Stockholms universitet.
Åren 1993–1996 var han med och byggde upp investmentbanken Brunswick i Moskva. År 1996 grundade han, tillsammans med Mattias Westman, fondförvaltningsfirman Prosperity Capital Management. År 2007 lämnade han Prosperity och grundade tillsammans med Jacob Röjdmark investmentbolaget Ture Invest.
Sedan 2005 leder han sin stiftelse, The World We Want (3W), som arbetar med socialt entreprenörs- och utvecklingsarbete på platser som Haiti, Indien och delar av Afrika och Latinamerika. Han sitter i styrelsen för Root Capital som är en icke-vinstinriktad amerikansk institution för utlåning till jordbrukskooperativ i utvecklingsländer. Han är även styrelseledamot i Virunga Foundation - stiftelsen som ansvarar för Afrikas äldsta nationalpark Virunga (UNESCO världsarv) belägen i Demokratiska republiken Kongo. 
Leander-Engström har skrivit flera romaner som utspelar sig i rysk miljö tillsammans med Camilla Grebe. Böckerna har kommit ut i flera upplagor och översatts till ett tiotal språk. Den första boken har under namnet Dirigenten blivit tv-serie, regisserad av Mikael Håfström och med Adam Pålsson i huvudrollen. Den hade premiär på C More den 24 december 2018 och i TV4 den 9 januari 2019.